# Гра в кальмара (3-й сезон)
Третій сезон південнокорейського серіалу про виживання «Гра в кальмара» (кор. 오징어게임), знятого режисером Хван Дон Хьоком, вийшов на екрани 27 червня 2025 року.
Головні ролі в ньому зіграли Лі Чон Че, Лі Бьонхон, Ім Сі Ван, Кан Ха Ниль, Кон Ю, Пак Гю Йон, Чо Юрі та Кан Е Сім.

## Акторський склад

### Головні ролі
- Лі Чон Че — Сон Гі Хун (성기훈, 456)
- Лі Бьонхон — Хван Ін Хо, (황인호, керуючий)
- Ві Хаджун — Хван Джун Хо (황준호, поліцейський)
- Ім Сі Ван — Лі Мен-гі (이명기, 333)[2][3]
- Кан Ха Ниль — Кан Де-хо (강대호, 388)[2][3]
- Пак Сонхун — Чо Хенджу (조현주, 120)[2][3]
- Ян Тон Кин — Пак Йонсік (박용식, 007)[2][3]
- Чо Юрі — Кім Джунхі (김준희, 222)[4][3]
- Кан Е Сім — Чан Гим Чжа (장금자, 149)[4][3]
- Пак Гю Йон — Кан Но-іль (노을)[4][3]

### Другорядні ролі
- Пак Хісун(інші мови) — заміна керуючого
- Чон Сокхо(інші мови) — Чой Ву Сок[5]
- Сон Йончхан — Їм Джон-де (100)[6]
- Но Джевон(інші мови) — Нам-гю (남규, 124)[7][8]
- О Дальсу(інші мови) — капітан Пак[9][10]
- Чхе Гукхі — Сон Ньо (선녀, 044)[11][8]
- Лі Девід — Мінсу (민수, 125)[7][8]
- Кейт Бланшетт — американська Вербувальниця

## Виробництво

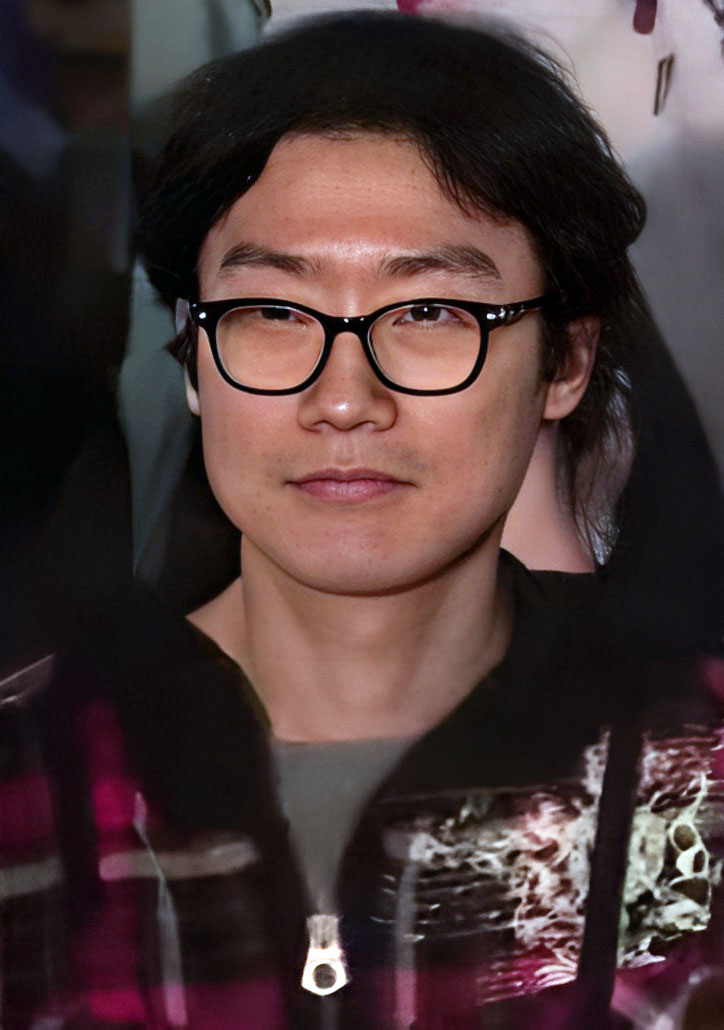
Творець і режисер серіалу Хван Дон Хьок

### Розробка
Режисер Хван Дон Хьок вперше розповів про можливість появи третього сезону у грудні 2021 року. 1 серпня 2024 року було офіційно підтверджено, що третій сезон буде знято та він стане завершальним. Тоді ж було оголошено дату прем'єри — 2025 рік. Спочатку передбачалося, що сезонів буде лише два, але Хван вирішив розділити другий, що виходив надто довгим, на дві частини.

### Зйомки
У третьому сезоні такий же акторський склад, що й у другому. Зйомки третього сезону розпочалися в липні 2023 року і завершилися в червні 2024 року, проходивши паралельно зі зйомками другого сезону.

### Постпродакшн
Відомо, що у листопаді 2024 року монтаж був майже завершений.

### Прем'єра
Сезон вийшов на Netflix 27 червня 2025.